# 1995–1996-os magyar jégkorongbajnokság
Az 59. első osztályú jégkorong bajnokságban öt csapat indult el. A mérkőzéseket 1995. október 1. és 1996. április 30. között rendezték meg.

## Alapszakasz végeredménye
|    | Csapat      | M  | GY | D | V  | GK     | Pont |
| -- | ----------- | -- | -- | - | -- | ------ | ---- |
| 1. | Dunaferr    | 12 | 10 | 2 | 0  | 78-17  | 22   |
| 2. | Lehel HC    | 12 | 6  | 3 | 3  | 58-43  | 15   |
| 3. | Ferencváros | 12 | 6  | 2 | 4  | 58-45  | 14   |
| 4. | Alba Volán  | 12 | 4  | 1 | 7  | 70-47  | 9    |
| 5. | Újpest      | 12 | 0  | 0 | 12 | 23-135 | 0    |

## Rájátszás végeredménye
|    | Csapat      | M  | GY | D | V  | GK     | Pont |
| -- | ----------- | -- | -- | - | -- | ------ | ---- |
| 1. | Dunaferr    | 21 | 18 | 3 | 0  | 123-37 | 39   |
| 2. | Ferencváros | 21 | 8  | 4 | 9  | 71-86  | 20   |
| 3. | Alba Volán  | 21 | 7  | 2 | 12 | 71-97  | 16   |
| 4. | Lehel HC    | 21 | 3  | 3 | 15 | 69-114 | 9    |

## Helyosztók
Döntő: Dunaferr - Ferencváros 2-0 (4-1, 6-3)
Harmadik helyért: Alba Volán - Lehel HC 2-0 (4-3, 7-2)

## Bajnokság végeredménye
1. Dunaferr SE

2. Ferencvárosi TC-Whirlpool 

3. Alba Volán-Riceland

4. Jászberényi Lehel HC

5. Újpesti TE

## A Dunaferr bajnokcsapata
Ancsin János, Bali Zsolt, Baróti Zsolt, Berényi Norbert, Bernei Gergely, Borsos Attila, Csata Csaba, Erdősi Péter, Holló István, Horváth András, Kővágó Kristóf, Igor Kugyimov, Ladányi Balázs, Pavel Mihonyik, Orsó László, Simon Csaba, Szélig Viktor, Tokaji Viktor, Tőkési Lajos, Dmitrij Tyeplakov, Vargyas László
Vezetőedző: Kercsó Árpád

## A bajnokság különdíjasai
- A legjobb kapus: Bernei Gergely (Dunaferr)
- A legjobb hátvéd: Nagy Zoltán (FTC)
- A legjobb csatár: Palkovics Krisztián (Alba Volán)
- A legjobb U18 játékos (Leveles Kupa): Hoffman Attila (FTC)
- A legjobb újonc játékos (Kósa Kupa): Hoffman Attila (FTC)
- A legtechnikásabb játékos (Miklós Kupa): Ancsin János (UTE)
- A legjobb külföldi játékos: Alexej Poljakov  (FTC)

## Külső hivatkozások
- a Magyar Jégkorong Szövetség hivatalos honlapja